# Margaine-Lacroix

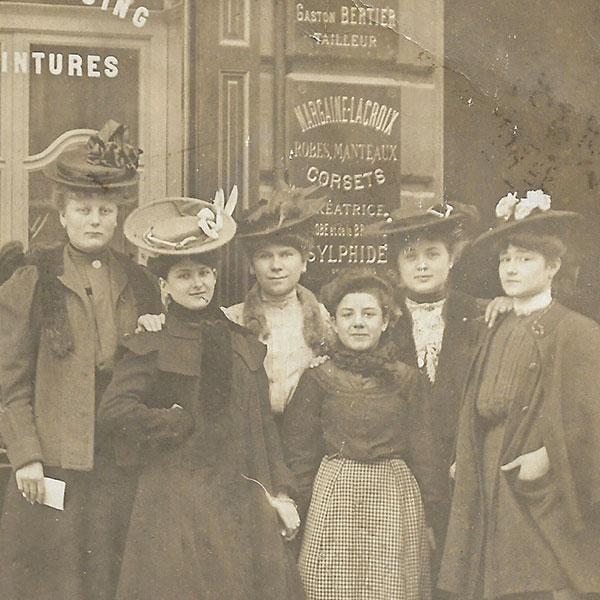
Employées de la maison Margaine-Lacroix posant devant le 19 boulevard Haussman en 1906.

Spécialisée dans les corsets, robes et manteaux, la maison Margaine-Lacroix est une maison de couture française restée célèbre pour ses créations de corsets et ses robes Sylphides et Tanagréennes,.   

## Historique

### De la maison Margaine à la maison Margaine-Lacroix
La maison Margaine-Lacroix est créée en 1868 par Armandine Fresnais-Margaine (1835-1899) sous le nom Maison Margaine puis développée par la fille de la fondatrice Jeanne-Victorine Margaine-Lacroix (1868-1930) sous le nom Maison Margaine-Lacroix à la mort de sa mère,. Née le 3 décembre 1868, Jeanne Victorine Margaine est la fille de la couturière Armandine Fresnais-Margaine et de l'horloger François Arsène Margaine. Jeanne Margaine devient Jeanne Lacroix en épousant Philippe Lacroix.   

### Participation aux grandes expositions
À l'Exposition universelle de Paris de 1889, la maison Margaine obtient une médaille d'or pour ses créations et la presse mentionne déjà l'apport de Jeanne Lacroix, la fille de la créatrice, notamment pour ses dessins de fleurs. Margaine-Lacroix est membre de la Collectivité de la Couture qui présente des modèles dans le Salon des Lumières de l'exposition universelle de 1900 à Paris.  

### Les salons de la maison Margaine-Lacroix
La maison Margaine-Lacroix est située 19 boulevard Haussmann à Paris. C'est l'architecte de Paul Poiret et Jeanne Paquin, Louis Süe qui aménage avec l'Atelier Français l'intérieur et l'extérieur de la maison Margaine-Lacroix vers 1912-1914. En 1923, la maison quitte ses locaux du 19 boulevard Haussmann et s'installe 29 avenue Marigny. 
En 1929, Jeanne Victorine Margaine cède à la société Dreyfus ses droits au bail du 29 avenue de Marigny et du 59 rue du Faubourg Saint-Honoré, où elle exerçait son activité de haute-couture. 

### Invention de la robe Sylphide et de ses déclinaisons
Lancée par la maison Margaine-Lacroix en 1899,,,, la robe Sylphide supprime le corset auquel « elle supplée au moyen d'une ingénieuse combinaison de doublure ». Cette combinaison intérieure est un sous-vêtement en jersey de soie élastique auquel le jupon est attaché. Les bas sont fixés à l'intérieur du jupon, ce qui dispense des jarretières et tient le jupon en place. Tricoté en mailles serrées, ce maillot qui va du buste au genou sert comme un corset de substitution. La robe elle-même avec son corsage renforcé fait également office de corset,,.
Les corsets Sylphide, également appelés brassière Sylphide et gaine Sylphide déclinent le même principe que la combinaison intérieure de la robe Sylphide. La brassière Sylphide est en toile de soie et la gaine Sylphide en peau de chevreau. Margaine-Lacroix développe également le fourreau Sylphide, en tricot de soie dont le Figaro-Modes indique en 1904 que « cette sorte de maillot idéal » gante les formes avec une douce fermeté et supprime à l’œil toute trace de corset,.
L'invention est brevetée S.G.D.G. l'année de sa création. Les trois modèles présentées à l'exposition universelle de 1900 reproduits dans le catalogue de l'exposition sont trois robes Sylphides, l'une en charmeuse verte, la seconde en peau de cygne rose et la troisième en peau d'agneau blanche. 

### Création d'un corset lacé sur le devant
La maison Margaine-Lacroix est associée à l'artiste peintre Consuelo Fould pour la création d'un corset qui se lace sur le devant. Les firmes américaines  H. W. Gossard Company et Coronet Corset Company mentionnent l'association des deux femmes dans les publicités qu'elles font paraître dans l'édition américaine de Vogue notamment en 1908 et 1911. Coronet Corset Company se présente ainsi comme l'agent pour les États-Unis des corsets se laçant sur le devant de Margaine-Lacroix. H. W. Gossard Company explique que l'idée d'un corset se laçant sur le devant et facile à ajuster est due à Consuelo Fould et que Margaine-Lacroix a ensuite développé ce principe sous le nom L'Irresistible ; les corsets Gossard sont présentés comme des versions améliorées des corsets de Margaine-Lacroix . On trouve la trace d'un dépôt de brevet relatif à un corset effectué par Consuello Fould dès 1901. 
La maison Margaine-Lacroix utilise notamment des baleines de plumes de la société Weeks pour la fabrication de ses robes et corsets.
Armandine Margaine et Jeanne Margaine-Lacroix sont enterrées à Paris au cimetière du Père-Lachaise.

## Postérité
L'apport de la maison Margaine-Lacroix dans l'abandon du corset est aujourd'hui étudié par les historiens de la mode alors que la transformation de la silhouette à la Belle Époque est traditionnellement attribué à l'influence de Paul Poiret et de Madeleine Vionnet. L'historienne Caroline Evans rappelle toutefois que Margaine-Lacroix produisait en 1910 des corsets créés pour les robes Tanagra et Sylphide et que ses publicités affirmaient que le corset Sylphide-fourreau était indispensable sous les robes collantes infirmant ainsi l'affirmation que les robes étaient portées sans corset,. 